# Лепотр, Пьер (скульптор)
Пьер Лепотр (фр. Pierre Lepautre; 4 марта 1659, Париж — 22 января 1744, там же) — французский скульптор, член большой семьи художников; второй сын Жана Лепотра и брат Жака Лепотра (? — 1684), рисовальщика и гравёра.
Его следует отличать от полного тёзки, его двоюродного брата, архитектора, рисовальщика-орнаменталиста и гравёра стилей французского Регентства и рококо Пьера Лепотра (1652—1716).

## Биография
Протеже кардинала Мазарини, он учился в Королевской академии живописи и скульптуры в Париже. В 1683 году Пьер Лепотр получил Римскую премию Академии за представленную им скульптурную группу «Изобретение кузниц для всех видов инструментов», что позволило ему до 1701 года продолжить обучение во Французской академии в Риме.
В этот период он отправил во Францию несколько своих римских работ, в частности копии античных «Фавна с козлёнком» и «Аталанты, преследуемой Гиппоменом» (1685, 1703—1705; скульптуры были установлены в садах Марли, затем находились в садах Тюильри, с 1872 года в музее Лувра). Скульптурная группа «Аррия и Пет» (1691—1695) также находилась в Марли, затем в Тюильри (ныне в Лувре). Вернувшись в Париж, Лепотр в 1705—1710 годах занимался скульптурным украшением Королевской капеллы Версальского дворца под руководством архитектора Жюля Ардуэна-Мансара.
Многие работы Пьера Лепотра, начатые в Риме и законченные в Париже, вызывали восхищение любителей искусства совершенной техникой работы в мраморе. Однако Лепотр предпочёл остаться верным старой Академии Святого Луки в Риме, где он пожизненно занимал пост директора, нежели принять почести недавно созданной Королевской академии живописи и скульптуры в Париже.
Скульптура «Энея, несущего Анхиса» также была начата в Риме, где Лепотр сделал для неё множество терракотовых боццетти. Это произведение пользовалось особенным успехом: для коллекционеров были изготовлены его бронзовые реплики. У скульптора-классика XIX века Давида д’Анже был имелся один из таких эскизов Лепотра, который его вдова передала музею в его родном городе.

## Галерея

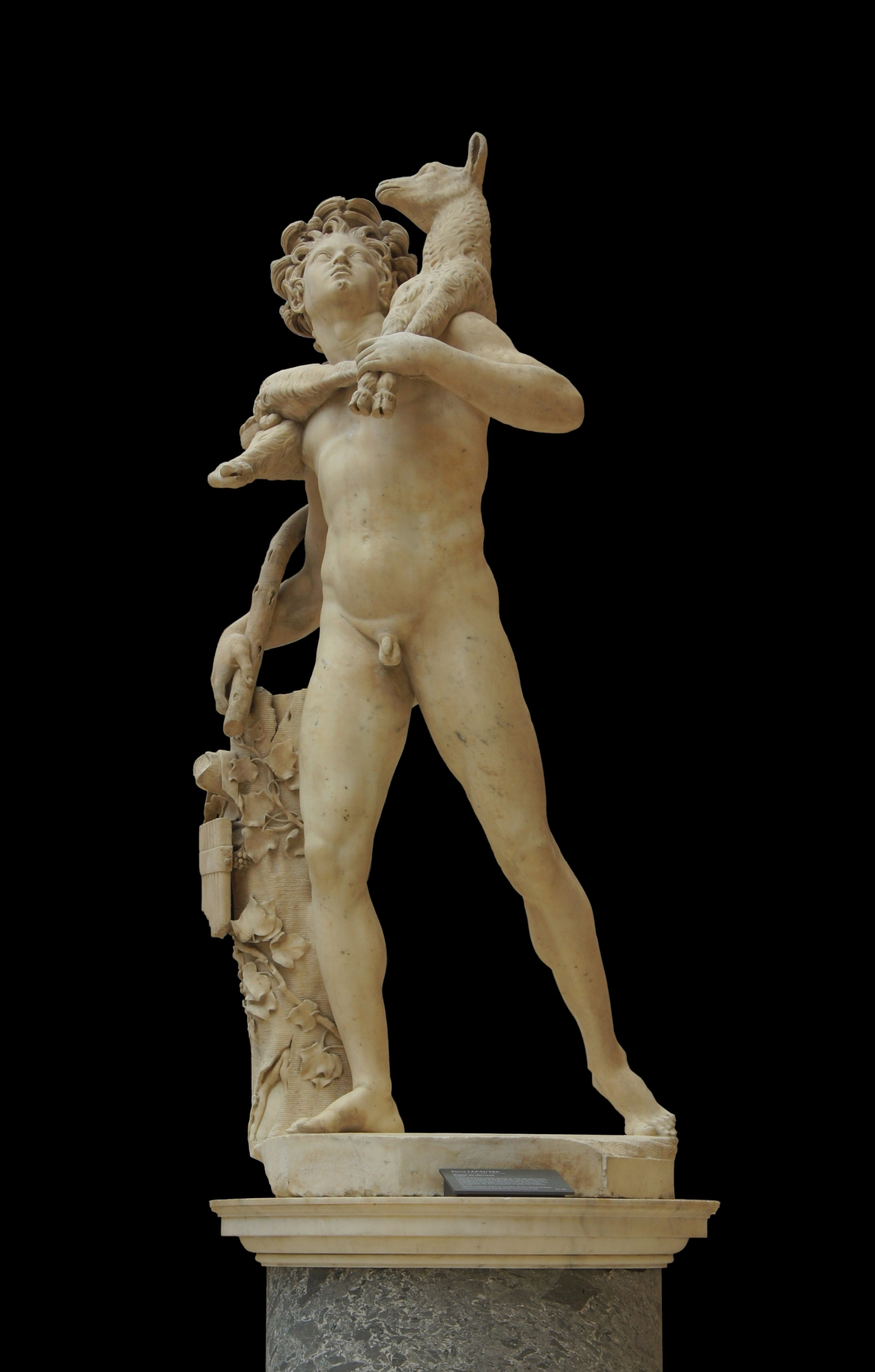
Фавн с козлёнком (по античному оригиналу). 1685. Мрамор. Лувр, Париж
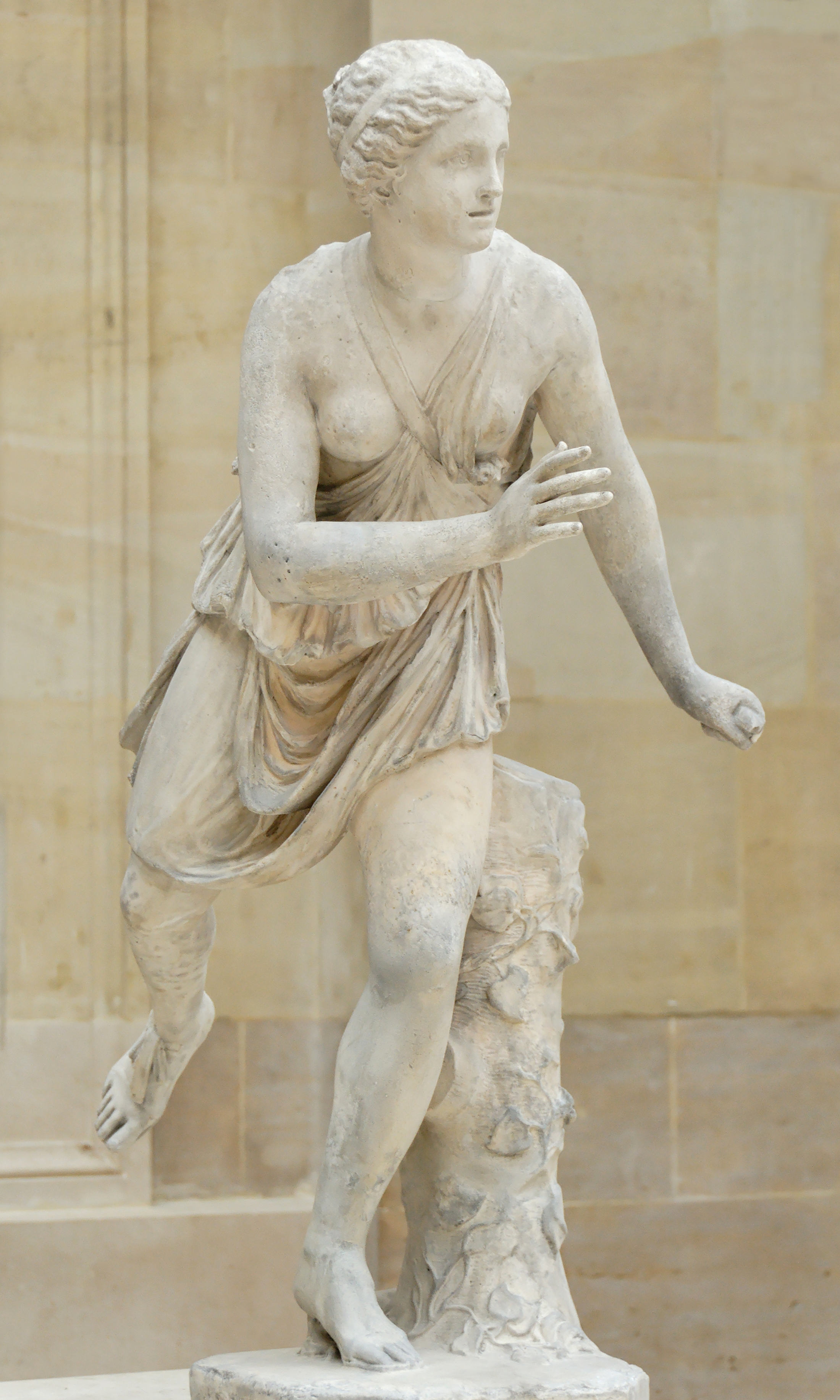
Бегущая Аталанта, преследуемая Гиппоменом (по античному оригиналу). 1703—1705. Мрамор. Лувр, Париж
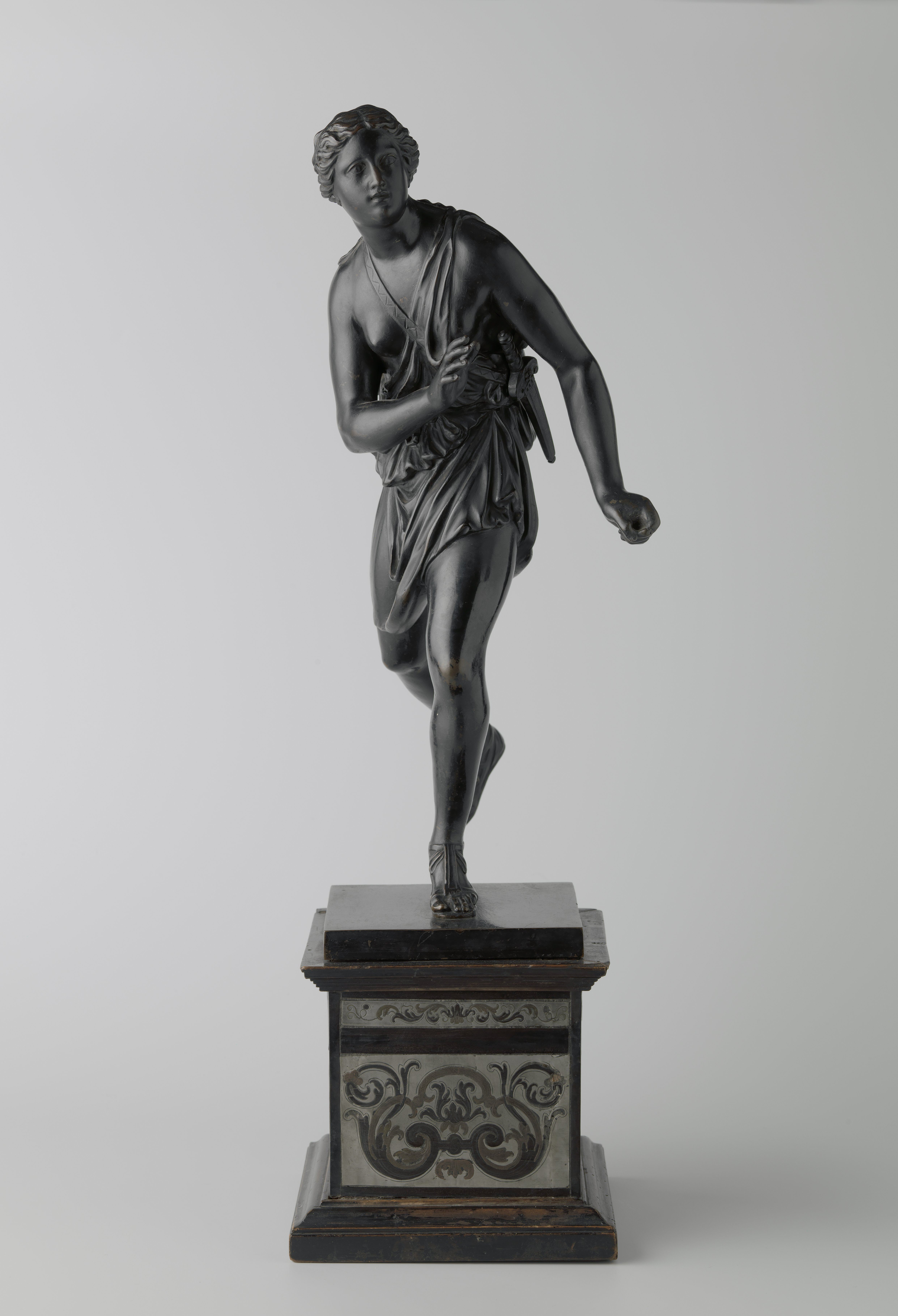
Aталанта. Бронзовая реплика. 1704
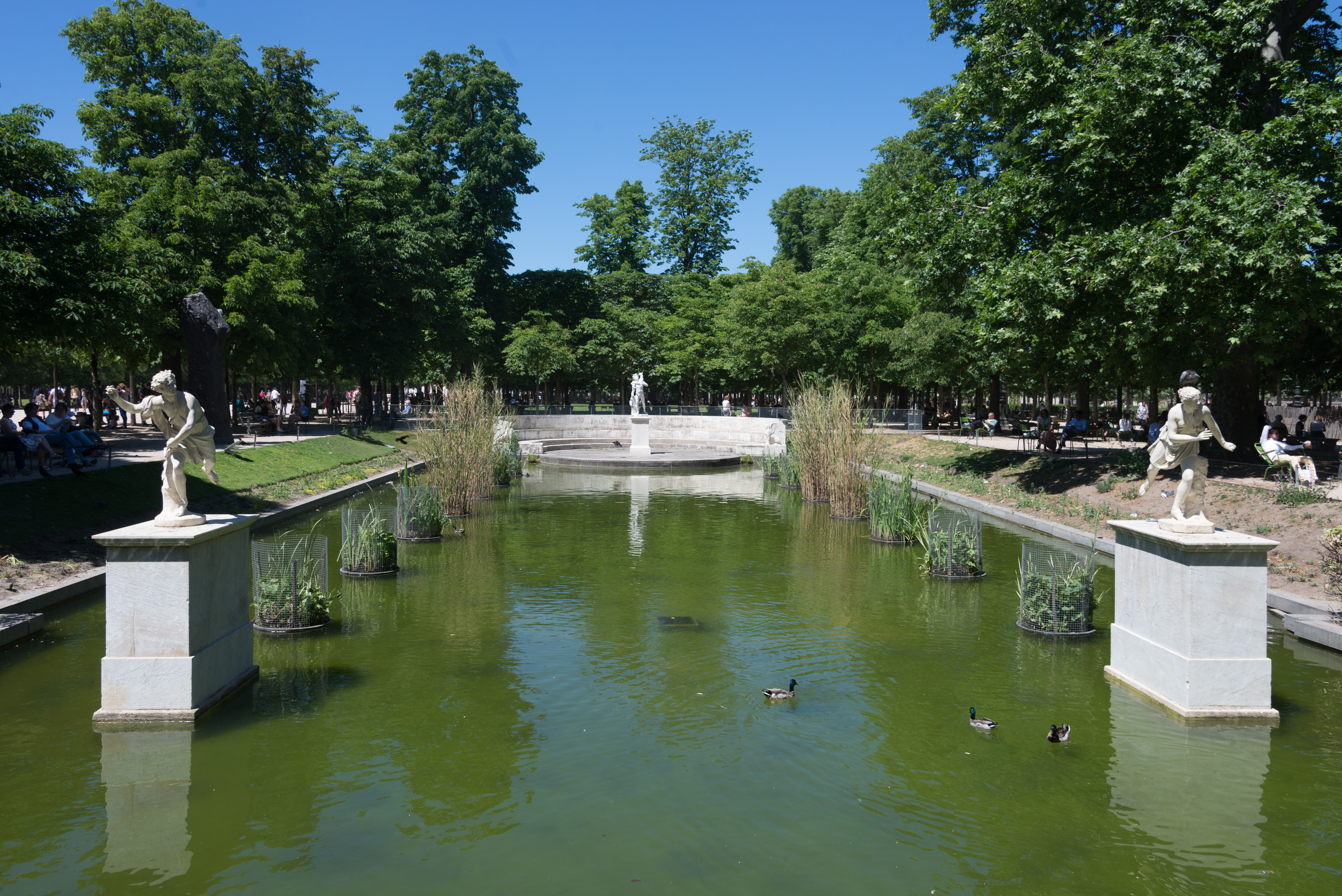
Копии скульптур Лепотра в саду Тюильри
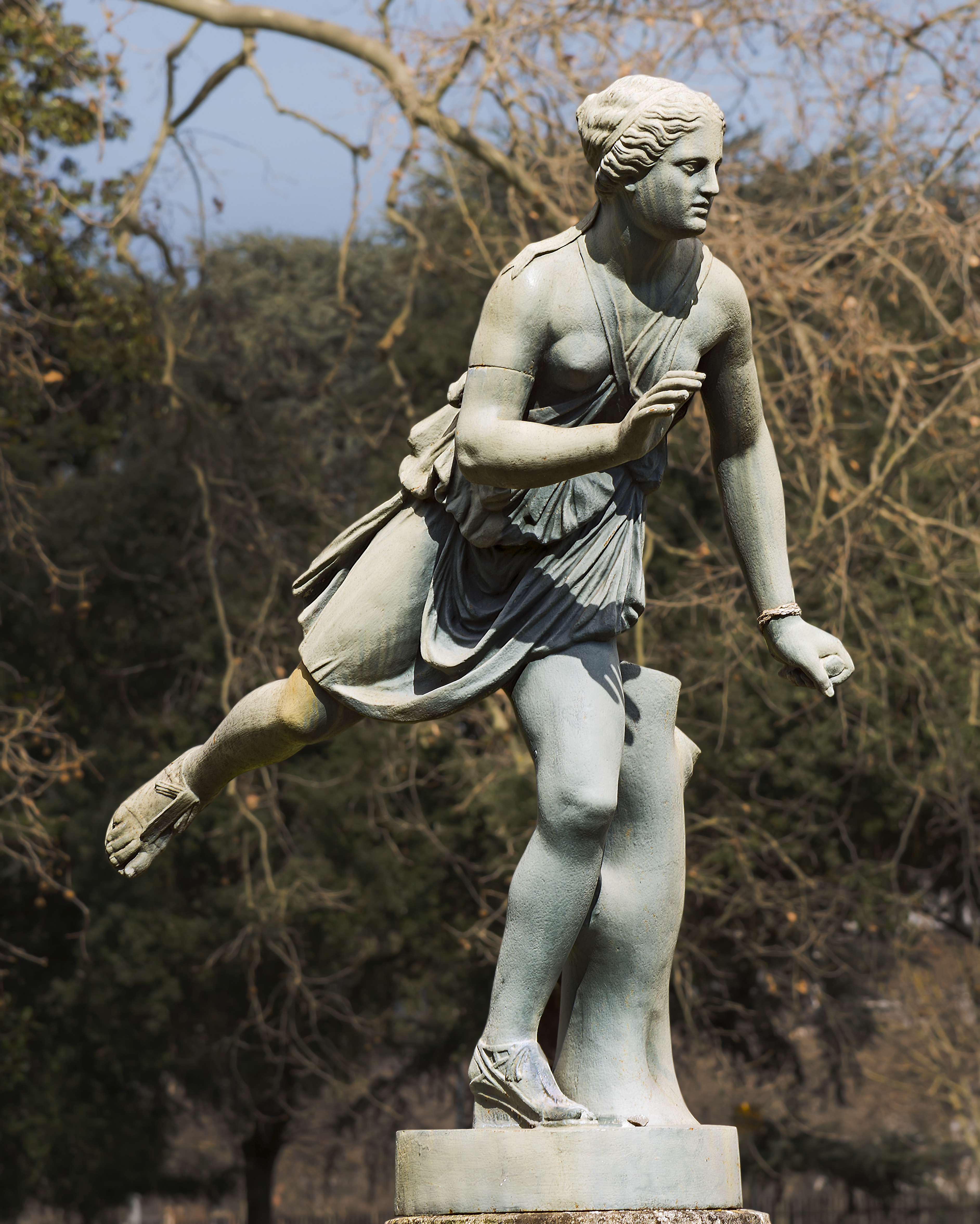
Копия «Аталанты» в парке Тулузы
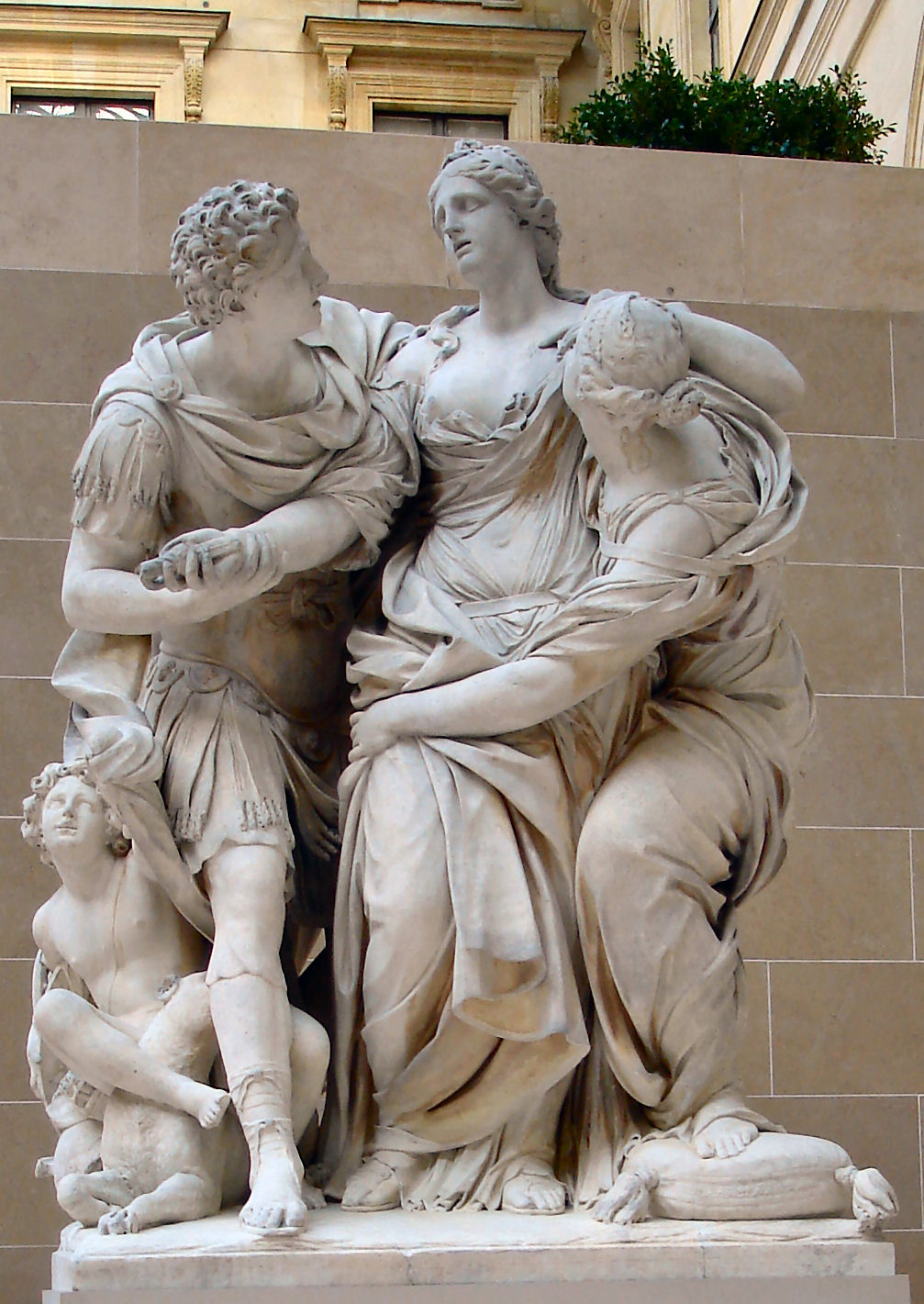
Аррия и Пет. 1691—1695. Мрамор. Лувр, Париж
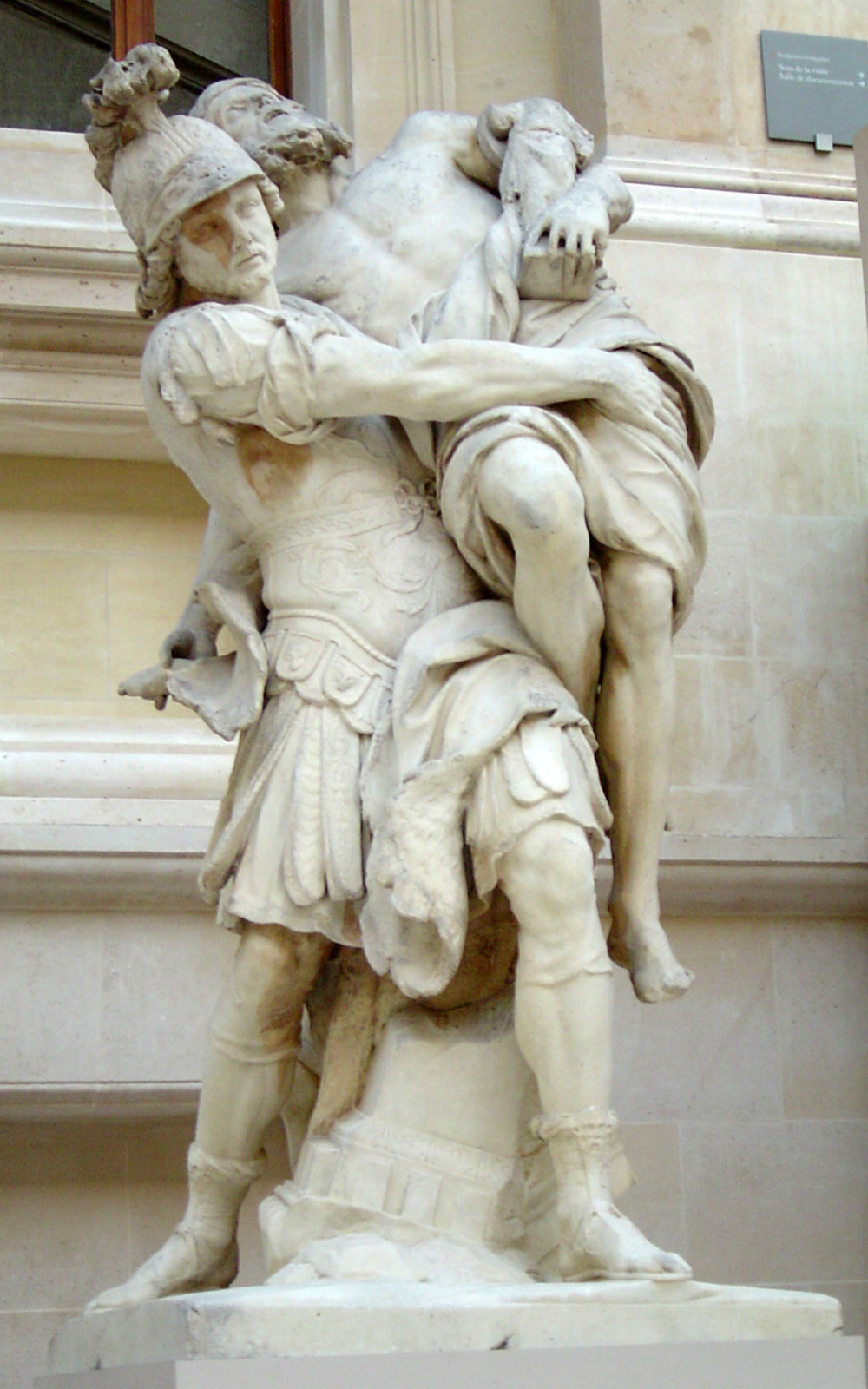
Эней и Анхис (по восковой модели Ф. Жирардона) 1697. Мрамор. Лувр, Париж